# Phytalmia mouldsi
Phytalmia mouldsi är en tvåvingeart som beskrevs av Mcalpine och Schneider 1978. Phytalmia mouldsi ingår i släktet Phytalmia och familjen borrflugor. Inga underarter finns listade i Catalogue of Life.